# Town of Claremont
Town of Claremont är en kommun i Australien. Den ligger i delstaten Western Australia, nära delstatshuvudstaden Perth. Antalet invånare var 10 054 vid folkräkningen 2016.
Följande samhällen finns i Claremont:
- Claremont